# Шок-рок
Шок-рок — поєднання рок-музики або хеві-металу з театральними концертами, що підкреслюють шокову цінність. Виступи можуть включати насильницьку чи провокаційну поведінку артистів, використання привертаючих увагу елементів, таких як костюми, маски, фарби для обличчя, або спеціальні ефекти, такі як піротехніка або підроблена кров. Шок-рок також часто містить елементи жаху.

## Історія
Скрімін Джей Гокінс, скоріш за все, був першим шок-рокером. Після успіху свого хіта 1956 року «I Put a Spell on You» Гокінс почав виконувати повторювані трюки на багатьох своїх концертах: він виходив з труни, співав у мікрофон у формі черепа, запускав димові шашки. Іншим виконавцем, який виконував подібні трюки, був британський співак та автор пісень Скрімін Лорд Статч.

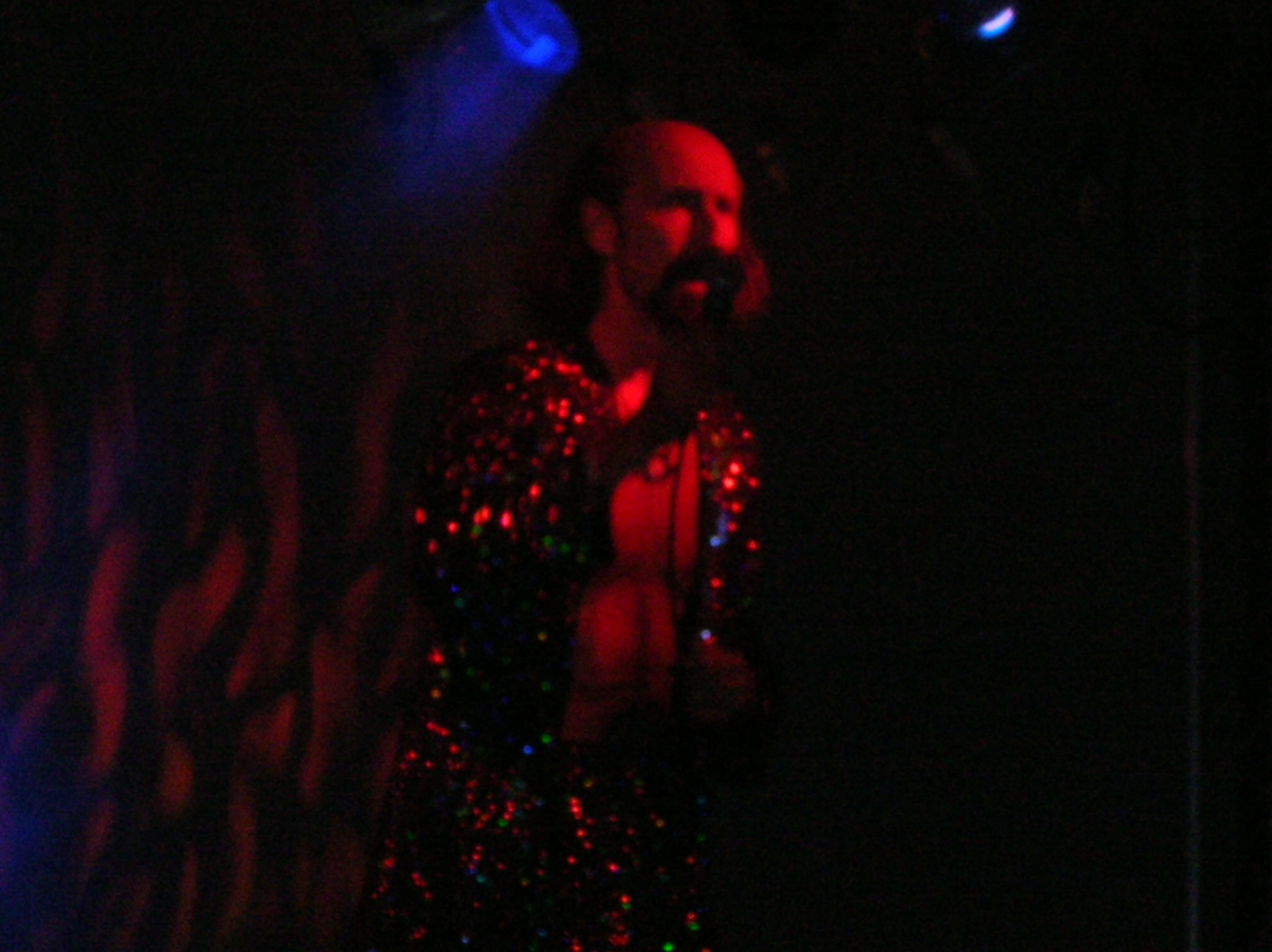
Артур Браун у 2005 році. Під час живих виступів та у рекламному відео на телебаченні Браун виконував пісню 1968 року «Fire» у чорно-білому макіяжі (корпспейнт) та палаючому головному уборі.

У 1960-х роках з'явилося кілька попередників шок-рокерів. У Великій Британії The Who часто розбивали свої інструменти, The Move робили те саме з телевізорами, а Артур Браун носив яскравий макіяж і палаючий головний убір. У США Джимі Гендрікс підпалив гітару на поп-фестивалі в місті Монтерей у 1967 року. Детройтський музикант Іґґі Поп з The Stooges створив жорстокий, дивний сценічний образ, який отримав широке визнання, оскільки Поп часто падав на сцені, постійно травмуючи учасників групи. Поп носив собачий нашийник під час деяких виступів разом із срібними рукавицями, що є ілюстрацією як для шок-року, так і ґлем-року. Принаймні на одному шоу в 1970 році Поп намазав арахісове масло по своєму тілу, а потім почав кидатися шматками в натовп.
Еліс Купер, який сам був відомий за своїми виступами зі змією на шиї, побачивши Артура Брауна, заявив: «Чи можете ви уявити, як молодий Еліс Купер дивиться на це зі своїм макіяжем та пекельними виступами? Ніби всі мої Геловіни прийшли одразу!».
Plasmatics — американський панк-рок-гурт, створений випускником школи мистецтв Єльського університету Родом Свенсоном разом з Венді О. Вільямс. Гурт був дуже суперечливим та відомим своїми дикими концертами. На додаток до гітар-бензопилок, вибухів підсилювачів та розбивання телевізорів кувалдами, Вільямс та The Plasmatics також підірвали автомобілі наживо на сцені. Поліція Мілвокі затримала Вільямс та звинуватила у публічній непристойності. Джим Фарбер з Sounds описав це шоу так: «Співачка/екс-порнозірка/нинішня важкоатлетка Венді Орлеан Вільямс (скорочено WOW) під час більшості шоу Plasmatics, окрім інших грайливих подій, пестить свої груди, чеше свою спітнілу вульву та поїдає барабанну установку».
З кінця 1970-х років і до його смерті в 1993 році GG Allin був відомий не стільки своєю музикою, скільки своїми дико трансгресивними витівками, які включали непристойне викриття (роздягання та виконання пісень оголеним були одними із найпоширеніших його ритуалів), дефекація на сцені, копрофагія, самопошкодження та напади на аудиторію.
У 1980-х роках у Річмонді, штат Вірджинія, як результат співпраці художників та музикантів утворився гурт Gwar. Учасники гурту роблять свої власні пишні костюми монстрів, які, за їхніми словами, натхненні багатьма істотами з літературного мультивсесвіту Г. Ф. Лавкрафта Міфи Ктулху. Gwar часто включає до своїх шоу екстравагантні театральні постанови, такі як пародійні лицарські двобої та постановочні вбивства одне одного. Gwar засудили Елдона Гоука, вокаліста Mentors, хеві-метал-гурту з елементами шок-року, під час їхньої участі в Шоу Джеррі Спрінгера, оскільки він виправдовував зґвалтування під час свого інтерв'ю.
У 1990-х і 2000-х роках Мерілін Менсон став чи не найпомітнішим і найвідомішим артистом у шок-року. Одного разу колишній сенатор США Джозеф Ліберман назвав гурт Marilyn Manson «чи не найбільш хворим гуртом, який коли-небудь рекламувала провідна звукозаписна компанія». Сценічні витівки Менсона, такі як спалювання американського прапора та виривання сторінок з Біблії, були у центрі протестів протягом усієї його кар'єри. Менсон стверджував, що кожен художник має свої засоби презентації й що його візуальний та вокальний стилі — це лише спосіб для нього контролювати той кут, під яким на нього дивиться його аудиторія та широка публіка, і художньо інтерпретувати те, що він намагається передати.